# Zena Marshall
Zena Moyra Marshall (* 1. Januar 1926 in Nairobi, Kenia; † 10. Juli 2009 in London) war eine britische Schauspielerin.

## Leben
Sie besuchte das katholische Internat St Mary’s School Ascot und wurde an der Royal Academy of Dramatic Art (RADA) ausgebildet. Mit der Ensa (Entertainments National Service Association) arbeitete sie während des Zweiten Weltkrieges.
Zena Marshalls Filmkarriere reicht bis 1945 zurück, als sie eine kleine Rolle in Caesar und Cleopatra an der Seite von Claude Rains und Vivien Leigh hatte. Ihr exotisches Aussehen führte oft zu Auftritten in ethnischen Rollen, zum Beispiel als Italienerin oder Asiatin. Ihren bekanntesten Auftritt hatte sie 1962 an der Seite von Sean Connery als Miss Taro im ersten James-Bond-Film James Bond jagt Dr. No.

## Filmografie (Auswahl)
- 1948: Tanz in den Abgrund (Good Time Girl)
- 1950: Paris um Mitternacht (So Long at the Fair)
- 1959: Der Unsichtbare (The Invisible Man, Fernsehserie, eine Folge)
- 1960, 1961, 1964: Geheimauftrag für John Drake (Danger Man, Fernsehserie, 3 Folgen)
- 1962: Backfire!
- 1962: Sir Francis Drake – Der Pirat der Königin (Sir Francis Drake, Fernsehserie, eine Folge)
- 1962: Richard Löwenherz (Richard the Lionheart, Fernsehserie, eine Folge)
- 1962: James Bond – 007 jagt Dr. No (Dr. No)
- 1964: Denn erstens kommt es anders… (The Verdict)
- 1965: Die tollkühnen Männer in ihren fliegenden Kisten (Those Magnificent Men in Their Flying Machines or How I Flew from London to Paris in 25 Hours 11 Minutes)